# کیت داگلاس
کیت داگلاس (انگلیسی: Kate Douglass؛ زادهٔ ۱۷ نوامبر ۲۰۰۱) شناگر اهل ایالات متحده آمریکا است.
وی در مسابقات کشوری و بین‌المللی در مجموع برندهٔ ۱ مدال نقره، ۱ مدال برنز شده‌است.